# Berlin-Friedrichshain
Berlin-Friedrichshain [ˈfʀiːdʀɪçshaɪ̯n]  est un quartier de Berlin qui fait partie de l'arrondissement de Friedrichshain-Kreuzberg. Lors de la séparation de la ville, celui-ci se trouvait à Berlin-Est. 
Le quartier est marqué par différentes phases d'urbanisation. Situé directement à l'est du centre historique, l'axe principal ouest-est est dominé par la Karl-Marx Allee, réalisée dans les années 1950 selon les principes du réalisme socialiste en architecture, directement importé de Moscou.
Des quartiers résidentiels dont la création remontent à la fin du XIXe siècle sont distribués de part et d'autre de cette avenue. Actuellement[Quand ?], ces espaces, bien que modifiés dans les années 1980 par l'introduction d'immeubles de béton (Plattenbau), sont prisés par une frange importante de la population étudiante et de nombreux artistes. Des processus de « boboïsation » en provenance de Mitte et de Prenzlauer Berg sont déjà perceptibles.
Depuis la refonte administrative de 2001, Friedrichshain forme avec Kreuzberg un des 12 districts ou arrondissements (Bezirke) de Berlin.
Le quartier est particulièrement attractif pour les investisseurs immobiliers et est en profonde mutation. De nombreux immeubles restent à rénover et le quartier dispose de plusieurs terrains non construits, là où se situait la frontière. La plus grande partie du projet Mediaspree (comprenant notamment l'O2 World) se situe ainsi sur le territoire de Friedrichshain-Kreuzberg. Ces projets font face à une forte opposition comme en témoigne par exemple le succès du référendum populaire du 13 juillet 2008, qui demande à la mairie de stopper le projet.

## Toponymie
Friedrichshain (« Le bosquet de Frédéric ») se rapporte au jardin public aménagé en 1840 en hommage à Frédéric II de Prusse, le parc public Friedrichshain.

## Population
Le quartier comptait 128 373 habitants le 1er janvier 2017 selon le registre des déclarations domiciliaires, soit 13 126 hab./km2.

## Lieux notables

### Intérêt historique
- La East Side Gallery est le plus long morceau du mur de Berlin encore debout. Le mur est recouvert de peintures de 118 artistes de 21 pays.
- L'Oberbaumbrücke est un des symboles de la réunification de Berlin. Situé à l'extrémité sud-est de la East Side Gallery, le pont relie les quartiers de Friedrichshain et de Kreuzberg, autrefois séparés par le mur, et qui composent aujourd'hui l'arrondissement de Friedrichshain-Kreuzberg. Mis à part le Schillingbrücke qui relie Friedrichshain à l'est, Kreuzberg et Mitte à l'ouest, c'est le seul pont qui relie les deux quartiers. Une bataille de légumes y est organisée chaque année entre les deux quartiers.
- La Karl-Marx Allee, est une grande avenue de Friedrichshain et Mitte, autrefois connue sous le nom de Stalinallee (allée Staline).
- Osthafen est un ancien port industriel au bord de la Sprée.
- L'église Saint-Pie (St. Pius-Kirche) est l'église catholique la plus ancienne du quartier, puisqu'elle a été terminée en 1894.
- La Hochhaus an der Weberwiese, premier immeuble de logement collectif moderne « socialiste », édifié en 1952, qui a servi de modèle à de nombreux programmes de logements en RDA.

### Loisirs
- Tous les dimanches se déroule un marché aux puces (Flohmarkt) sur la Boxhagener Platz.
- Entre la East Side Gallery et la Spree, au niveau de la gare de l'Est, se trouvent plusieurs bars et clubs de plein air.
- La Simon-Dach-Straße à proximité de la Boxhagener Platz est réputée pour ses nombreux bars.
- Le jardin public de Friedrichshain, au nord du quartier, est un parc-jardin aménagé au XIXe siècle. Ce jardin public dispose de diverses installations de loisirs (terrain de sport, terrain de jeux, chemins de promenade) et est le lieu, en été, de nombreux concerts et séances de cinéma de plein air.

## Anecdotes
L'artiste compositeur de musique électronique berlinois Paul Kalkbrenner a donné le nom de ce quartier à un de ses vinyls.

## Transports
- : 
Gare de l'Est
Warschauer Straße
Ostkreuz
     : 
Frankfurter Allee
Ostkreuz
- :
Warschauer Straße
 :
Frankfurter Allee
Samariterstraße
Frankfurter Tor
Weberwiese
Strausberger Platz